# Choàng choạc bụng trắng
Choàng choạc bụng trắng (danh pháp khoa học: Dendrocitta leucogastra) là một loài chim trong họ Corvidae.

## Hình ảnh

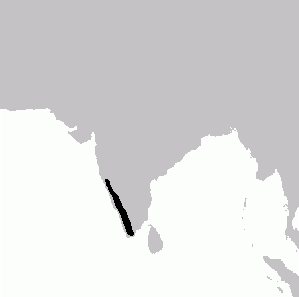
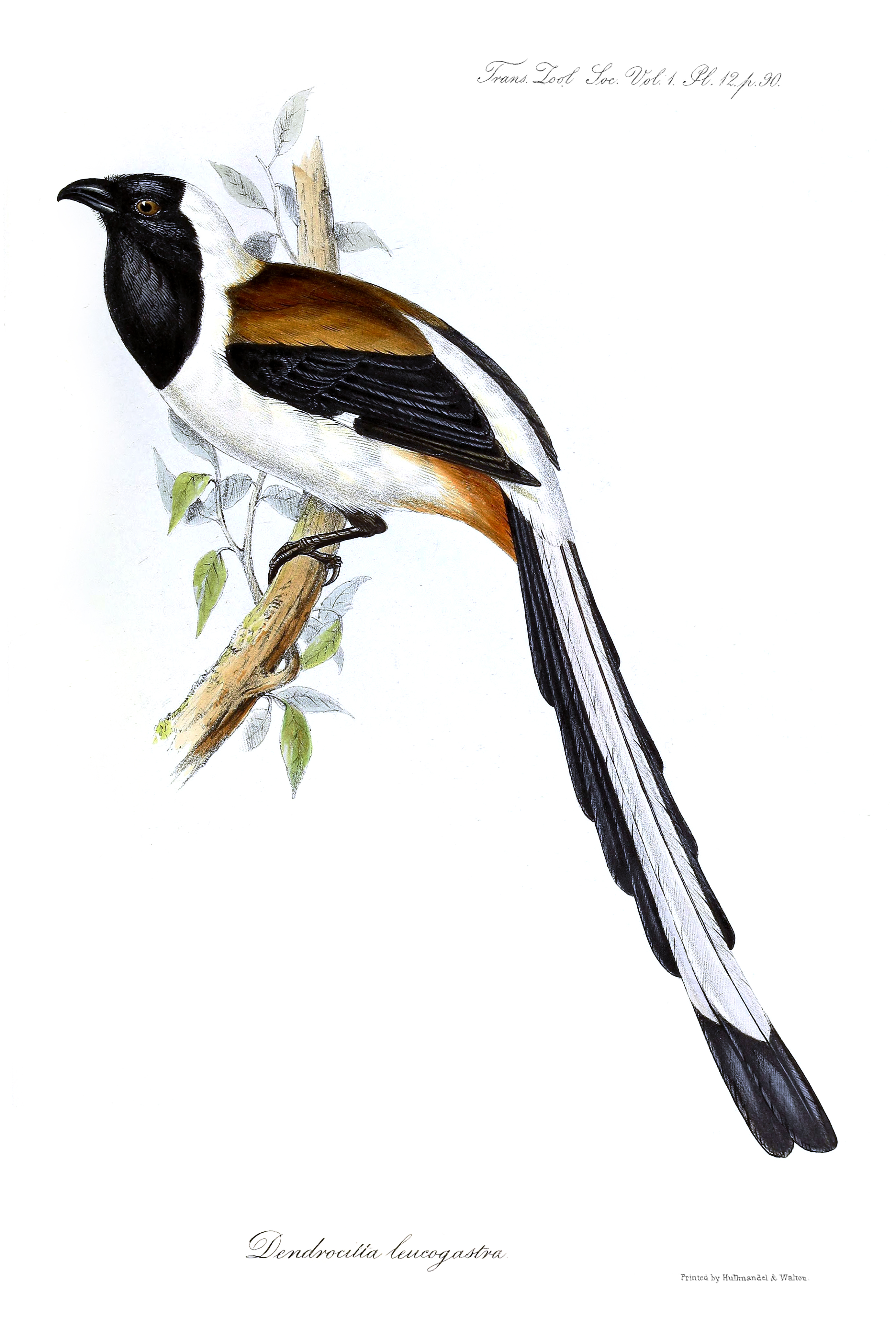